# A kölcsönkért kastély
A kölcsönkért kastély 1937-ben bemutatott fekete-fehér, romantikus magyar filmvígjáték Pekár Gyula műve alapján, Vajda László rendezésében, Kabos Gyula, Tolnay Klári, Ráday Imre és Turay Ida főszereplésével. Az 1930-as évek egyik meghatározó filmje, ebben hangzik el a Nem tudom az életemet, hol rontottam én el… kezdetű nóta. A film bizonyos jeleneteit a seregélyesi Zichy–Hadik-kastélyban forgatták.

## Történet
|  | Alább a cselekmény részletei következnek! |

Koltay Gábor és fia, Bálint úsznak az adósságban és éppen perben állnak az atya testvérének özvegyével és annak leányával, akik a család ősi kastélyát és földbirtokait is megörökölték "Gábor úrfi" elhunyt testvére után. Amikor Koltay Gábor az ügyvédjével tárgyal a per részleteiről, betoppan az ajtón az ügyvéd egyik, jellegzetes módon beszélő rokona, aki közli vele, hogy vagyonos testvérük, Gruber Menyhért (Kabos Gyula) hazatér Dél-Amerikából leányával, a szépséges Maryvel. Ezt hallva Koltay úr hazasiet, és elküldi Bálint fiát azzal a feladattal, hogy ismerkedjék meg Maryvel még a vonaton, és csábítsa el. A céljuk egyértelmű: megszerezni Mary hozományát.
Azonban tervükbe több hiba is becsúszik. Először is, ami hozományvadászok esetében nagyon veszélyes, Bálint beleszeret a lányba. Nem csoda hát, ha az ifjú Koltay elhatározza, hogy elveszi Maryt annak ellenére, hogy annak apja "tönkrement". Az igazság viszont az, hogy "Menyuci" nem ment tönkre, csak a szintén a pénzére kiéhezett rokonait akarja így megtéveszteni. Természetesen Bálint apja nem örül, hogy fia egy szegény lányt akar elvenni, de nem ő a fiatal pár boldogságának egyetlen akadálya. Gruber Menyhért ugyanis nem fogja hozzáadni a lányát egy nincstelen emberhez. Szerencsére Bálint és unokatestvére, Kató, akinek édesanyjával perben állnak, rájönnek a megoldásra. Mivel Kató édesanyja éppen Gasteinben nyaral, Kató „kölcsönadja” a kastélyt és a birtokot Bálintnak és édesapjának, hogy eljátszhassák a gazdag földbirtokos famíliát.
Kató azért ment bele ebbe a komédiába, hogy, mint "szegény rokon" közelebb kerülhessen szíve választottjához, doktor Vasshoz, a "lódoktorhoz", akit édesanyja kitiltott a házukból. Amikor Gruberék megérkeznek, nagy örömmel látják, hogy jó partit fognak csinálni, és Mary édesapja úgy dönt, hogy beleegyezik a házasságba.
Az eljegyzést váratlan esemény zavarja meg: hazaérkezik a "szegény rokon szegény mamája", aki megakadályozza mind Bálint és Mary, mind Pista és Kató házasságát (utóbbit azért, mert a film során többször is felbukkanó tényleges hozományvadász szomszéd birtokoshoz akarta hozzáadni leányát).
Azonban vígjátékot látunk, és nem tragédiát, tehát a film végére természetesen minden kiderül, és a fiatalok egymáséi lehettek. Sőt, még a perlekedő felek is kiegyeztek, és fele-fele arányban osztoznak a birtokon. Időközben tanúi lehettünk egy különleges rokoni találkozónak, "tárlatvezetésnek" a Koltay birtokon, és megtanulhattuk, hogyan köttessünk másokkal életbiztosítást. 
|  | Itt a vége a cselekmény részletezésének! |

A film számtalan helyzet- és jellemkomikumból egyaránt adódó, poénos jelenetet tartalmaz, valamint a már említett nótát, a Nem tudom az életemet, hol rontottam én el...-t, amihez Madarász Katalin nótaénekesnő írt egy harmadik versszakot is.

## Szereplők
- Kabos Gyula – Gruber Menyhért, Dél-Amerikából hazatérő milliomos
- Tolnay Klári – Gruber Mary, a lánya
- Turay Ida – Koltay Kató, a földbirtokos anya lánya
- Ráday Imre – Koltay Bálint
- Rajnay Gábor – Koltay Gábor
- Vaszary Piri – özv. Koltay Sándorné (Stanczi néni, Kató édesanyja, földbirtokos)
- Rátkay Márton – az ügyvéd Gruber
- Makláry Zoltán – a dühös Gruber
- Kőváry Gyula – az ideges Gruber
- Falussy István – az öreg Gruber
- Berczy Géza – az elegáns Gruber
- Juhász József – Dr. Vass (Feri, az állatorvos)
- Dr. Hosszú Zoltán – Varga bácsi
- Egry István – Gáldy, Kató udvarlója, akit csak a hozomány érdekel
- Pethes Ferenc – béres
- Gobbi Hilda – az ügyvéd Gruber titkárnője
- További szereplők: Váry Gyöngyi, Beöthy Lidia, Hidvéghy Valéria, Balla Zsuzsi, Román Mária, Justh Gyula, Harasztos Gusztáv, Markovits Endre, Balassa János, Ujváry Lajos és Hoykó Ferenc